# Schwimmeuropameisterschaften 2006/Freiwasserschwimmen
Die Wettbewerbe im Freiwasserschwimmen wurden in der ersten Woche der Schwimmeuropameisterschaften 2006 ausgetragen. Sie fanden im Plattensee statt.

## Gesamtergebnis
Betrachtet man die Ergebnisse in dieser Sportart für sich genommen, ergibt sich folgender Medaillenspiegel.
| Medaillenspiegel | Medaillenspiegel | Medaillenspiegel | Medaillenspiegel | Medaillenspiegel | Medaillenspiegel |
| Platz            | Land             | G                | S                | B                | Gesamt           |
| ---------------- | ---------------- | ---------------- | ---------------- | ---------------- | ---------------- |
| 1                | Deutschland      | 4                | 1                | 2                | 7                |
| 2                | Russland         | 1                | 2                | 1                | 4                |
| 3                | Frankreich       | 1                | 1                | 1                | 3                |
| 4                | Ungarn           | 0                | 1                | 0                | 1                |
| 4                | Niederlande      | 0                | 1                | 0                | 1                |
| 6                | Tschechien       | 0                | 0                | 2                | 2                |
| 7                | Italien          | 0                | 0                | 1                | 1                |

## 5 Kilometer (Frauen)
| Platz | Land | Athletin                 | Zeit        |
| ----- | ---- | ------------------------ | ----------- |
| 1     | RUS  | Jekaterina Seliwjorstowa | 1:01:50,8 h |
| 2     | FRA  | Cathy Dietrich           | 1:01:52,3 h |
| 3     | RUS  | Larissa Iltschenko       | 1:01:52,4 h |
|       | CZE  | Jana Pechanová           | 1:01:52,4 h |

## 5 Kilometer (Männer)
| Platz | Land | Athlet         | Zeit        |
| ----- | ---- | -------------- | ----------- |
| 1     | GER  | Thomas Lurz    | 56:00,1 min |
| 2     | GER  | Christian Hein | 56:01,1 min |
| 3     | ITA  | Simone Ercoli  | 56:01,8 min |

## 10 Kilometer (Frauen)
| Platz | Land | Athletin       | Zeit        |
| ----- | ---- | -------------- | ----------- |
| 1     | GER  | Angela Maurer  | 2:07:10,8 h |
| 2     | HUN  | Rita Kovács    | 2:07:14,3 h |
| 3     | CZE  | Jana Pechanová | 2:07:15,6 h |

## 10 Kilometer (Männer)
| Platz | Land | Athlet                  | Zeit        |
| ----- | ---- | ----------------------- | ----------- |
| 1     | GER  | Thomas Lurz             | 1:58:12,1 h |
| 2     | NED  | Maarten van der Weijden | 1:58:13,5 h |
| 3     | GER  | Christian Hein          | 1:58:16,6 h |

## 25 Kilometer (Frauen)
| Platz | Land | Athletin         | Zeit        |
| ----- | ---- | ---------------- | ----------- |
| 1     | GER  | Angela Maurer    | 5:35:19,1 h |
| 2     | RUS  | Natalija Pankina | 5:35:25,1 h |
| 3     | GER  | Stefanie Biller  | 5:35:29,5 h |

## 25 Kilometer (Männer)
| Platz | Land | Athlet           | Zeit        |
| ----- | ---- | ---------------- | ----------- |
| 1     | FRA  | Gilles Rondy     | 5:10:17,3 h |
| 2     | RUS  | Anton Sanatschew | 5:10:18,2 h |
| 3     | FRA  | Stéphane Gomez   | 5:10:19,3 h |